# 焦雲 (清朝)
焦雲（？—1704年），中國清朝武將官員，本籍陝西。焦雲於1704年（康熙43年）奉旨接替白道陞，於台灣地區擔任台灣北路營參將（營署設於諸羅）。而此官職是台灣清治時期此階段，受台灣鎮總兵制約的台南以北最高軍事將領。同年，卒於任。
| 前任： 白道陞 | 台灣北路營參將 1704年上任 | 繼任： 徐進才 |